# Cold Sweat (album)
Cold Sweat è il ventunesimo album in studio del cantante statunitense James Brown, pubblicato nel 1967.

## Tracce
1. Cold Sweat, Pt. 1 – 2:24
2. Cold Sweat, Pt. 2 – 4:46
3. Fever – 3:04
4. Kansas City – 3:22
5. Stagger Lee – 2:43
6. Good Rockin' Tonight – 2:25
7. Mona Lisa – 1:54
8. I Want to Be Around (featuring New York Studio Orchestra & Chorus) – 2:20
9. Nature Boy – 2:38
10. Come Rain or Come Shine – 2:47
11. I Loves You Porgy – 2:30
12. Back Stabbin' – 2:43